# José Antonio Redolat
José Antonio Redolat, né le 17 février 1976 à Campanar (es), est un athlète espagnol, spécialiste des courses de demi-fond.

## Biographie
Il remporte le titre du 1 500 m lors des Championnats d'Europe en salle 2000 de Gand, en Belgique, en devançant dans le temps de 3 min 40 s 51 l'Irlandais James Nolan et le Français Mehdi Baala.

### Palmarès
| Date | Compétition                    | Lieu        | Résultat | Épreuve |
| ---- | ------------------------------ | ----------- | -------- | ------- |
| 1995 | Championnats d'Europe juniors  | Nyíregyháza | 2e       | 1 500 m |
| 1998 | Championnats d'Europe en salle | Valence     | 8e       | 1 500 m |
| 2000 | Championnats d'Europe en salle | Gand        | 1er      | 1 500 m |
| 2001 | Championnats du monde          | Edmonton    | 6e       | 1 500 m |
| 2002 | Championnats d'Europe          | Munich      | 11e      | 1 500 m |
| 2004 | Championnats du monde en salle | Budapest    | 7e       | 1 500 m |

### Records
| Épreuve | Épreuve   | Performance   | Lieu      | Date            |
| ------- | --------- | ------------- | --------- | --------------- |
| 1 500 m | Plein air | 3 min 31 s 21 | Stockholm | 17 juillet 2001 |
| 1 500 m | Salle     | 3 min 36 s 22 | Séville   | 8 février 2000  |